# ساسامن
ساسامن (به اسپانیایی: Sasamón) یک شهرستان در اسپانیا است که در کاستیا و لئون واقع شده‌است.

## خصوصیات
ساسامن ۱۱۳ کیلومترمربع مساحت و ۱٬۳۴۶ نفر جمعیت دارد.